# 浦和地方合同庁舎
浦和地方合同庁舎（うらわちほうごうどうちょうしゃ）は、埼玉県さいたま市浦和区常盤に所在する、国の出先機関が入居する合同庁舎である。自衛隊埼玉地方協力本部が入居する。浦和区北浦和に所在する埼玉県の合同庁舎は埼玉県浦和合同庁舎を参照。

## 概要
県庁所在地であるさいたま市（旧浦和市）の中心部に位置する。旧制浦和中学校の跡地である。
周辺には埼玉県庁、さいたま市役所、埼玉県警察本部、浦和警察署などの埼玉県やさいたま市の官公庁も多く集まる。
隣接していた浦和税務署庁舎は老朽化のため、2014年さいたま新都心に移転した。手狭であったため、地方合同庁舎内にも税務署庁舎が間借りをしていた。

## 沿革
- 1969年（昭和44年） - 大蔵省浦和財務部、総務省埼玉行政監察事務所、自衛隊埼玉地方連絡部（現埼玉地方協力本部）の合同庁舎として完成。
- 2000年（平成12年） - 浦和財務事務所が関東財務局のさいたま新都心移転に伴い廃止。また、関東管区行政監察局もさいたま新都心へ移転し、埼玉行政監察事務所が廃止され、新たに東京行政監察事務所（現東京行政評価局）を新宿区に設置した。

## 入居機関
防衛省
- 自衛隊埼玉地方協力本部

※多くがさいたま新都心に移転し、間借りしていた浦和税務署も新都心へ一時移転していることから現在埼玉地方協力本部のみが入居する。
埼玉社会保険事務局なども入居していた。

## 所在地
- 埼玉県さいたま市浦和区常盤4-11-15